# Въстание на Бар Кохба
Вижте пояснителната страница за други значения на Обсада на Йерусалим.
Въстанието на Бар Кохба е въстание на евреите в провинция Юдея, водени от Симон бар Кохба, срещу властта на Римската империя. То продължава от 132 до 136 година и е последната от трите големи Юдейско-римски войни. За известно време въстаниците възстановяват независимостта на Юдея, но бунтът е потушен с масови насилия, довели до смъртта или изселването на голяма част от еврейското население на Палестина. Синедрионът е разпилян, като никой евреин под страх от смъртно наказание няма право да се доближава до Йерусалим.